# أروقة القصر (فلم)
هو فيلم من إخراج أحمد فتحي وبطولة مدحت أبو العز وهو شبيه الرئيس المخلوع محمد حسني مبارك يحكي عن 18 يوم أحداث الثورة من داخل قصر الرئاسة وهو فيلم وثائقي مدته 90 دقيقة ويجسد فيه كل شخصيات مصر آنذاك ك الرئيس المخلوع محمد حسني مبارك وزوجته سوزان ثابت وابنيه جمال وعلاء وعمر سليمان نائب الرئيس حينذاك واحمد شفيق رئيس وزراء مصر سابقا وحبيب العادلي وزير الداخلية المحبوس على ذمة قضية قتل المتظاهرين أيام الثورة

## بطولة
- مدحت أبو العز: حسني مبارك
- أحمد النمرسي:جمال مبارك
- أميرة:سوزان مبارك
- أحمد محمود:عمر سليمان
- مصطفى أحمد:أحمد شفيق
- إبراهيم كامل:حسام بدراوي